# 科奇伊歐白魚
科奇伊歐白魚（学名：Alburnus kotschyi）為輻鰭魚綱鯉形目雅羅魚科歐白魚屬的其中一種，分布於亞洲土耳其伊斯肯德倫灣沿岸淡水流域，棲息在底中層水域，生活習性不明。

## 扩展阅读
維基物種上的相關：科奇伊歐白魚